# 春名えみ
春名 えみ（はるな えみ、1985年4月26日 - ）は、日本の元AV女優。エンプレス所属。
出身地:東京都。身長:160cm。スリーサイズ:B87・W60・H86cm。趣味・特技:テニス。

## 略歴・人物
2006年にAVデビュー。
小さめの女性器が特徴の黒ギャル系企画単体女優で、無修正作品にも出演している。
2008年6月をもって引退。

## 作品

### アダルトビデオ

#### 撮りおろし作品
2006年
- 極光女子学園6 えみ（8月12日、オーロラプロジェクト）
- BRONZE 02（9月1日、PLATINA BLACK）
- Loving Loose（9月15日、デジタルアーク）
- EROSTAR episode 4（9月30日、ゴリラプロジェクト）
- TOKYO GAL'S Emi(21)（10月12日、裸戯）
- SUPER LOOSE ルーズッ娘M女的中出し女子校生（10月19日、スタイルアート）
- 巨乳中出しマニア4時間（11月15日、ロータス）
- 集団痴女ギャルサー 完全版（11月17日、おかず。（ケイ・エム・プロデュース））
- 中出し強要ギャル痴女!)ねぇ、中に出して!! 2（レンタル）（11月24日、うまなみ。（ケイ・エム・プロデュース））
- うまなみプレゼンツ 26　中出し強要ギャル痴女～ねぇ、中に出して!～ 4時間（セル）（11月24日、おかず。（ケイ・エム・プロデュース））
- もしも巨乳看護婦の時間よ止まれ!僕は透明人間！超能力ハイスクールで素人コギャルズMANIAXに中出しック天国!?（12月7日、V&Rプロダクツ）
- 競泳水着の女 はすみ 春名えみ（12月21日、アキノリ）
- 人妻イかせっぱなし（12月25日、熟女の館）

2007年
- ギャルフェティッシュ3 春名えみ（1月1日、ワンズファクトリー）
- 受精! 現役素人モデル No5（1月10日、コージィ）
- SIMPLE 1980 THE フェラチオ 完全撮り下し 2nd Wave（1月12日、ビッグモーカル）
- エロGAL×2 春名えみ 大石もえ（1月16日、マキシング）
- スイマセン!お風呂貸して下さい!女監督ペヤングマキの突撃となりのユニットバス!（1月18日、ディープス）
- ふたなりダンシングレズビアン 2（1月20日、イマージュ）
- CHARISMA☆MODEL 春名えみ（1月25日、kira☆kira）
- イキまくり突き上げFUCK イカセ騎乗位スペシャル（2月2日、GLAY'z）
- SIMPLE 1980 THE 手コキ 完全撮り下し 2nd Wave（2月9日、ビッグモーカル）
- 巨乳LOVE5 1440cm!総勢16人の巨乳ギャル（2月9日、隼エージェンシー）
- 中出し＠女子校生 II（2月19日、ミスター・インパクト）
- フェラマニア Vol.2（2月19日、BRAVO）
- 女子校生限定!中出しアリの!腰フリダンス甲痴園! VOL.1（2月22日、ディープス）
- 僕の部屋にエロエロギャルがやって来た（2月22日、アキノリ）
- 彼女のカノジョと *17（3月2日、ゴーゴーズ）
- オナニスト 第16章（3月10日、隼エージェンシー）
- 巨乳ギャル強姦中出し3（3月19日、ミスター・インパクト）
- BLING BLING 光輝くバブリシャス痴女BODY 春名えみ（3月27日、デジタルアーク）
- ロデオガールStyle（4月13日、TMA）
- 完全主観 僕を慕って上京してきた教え子達とホテルで密会デート（4月19日、アキノリ）
- キスマニアVol.2（4月19日、ミスター・インパクト）
- 渋谷系ヤリコン集団ギャル（4月20日、アリスJAPAN）
- GOKUJYO 極嬢 春名えみ（4月25日、YeLLOW）
- 素人オネギャルHEAVEN 4時間 2（4月27日、おかず。（ケイ・エム・プロデュース））
- 奥さんになってあげる ハーレム4時間スペシャル（5月3日、レアル・ワークス）
- 入部したら男は僕一人ぼっちだった…。体操部編（5月4日、アキノリ）
- お姉さんが犯してあげる 38（5月11日、クリスタル映像）
- 近親相姦9ストーリー 第3章（5月12日、隼エージェンシー）
- 美脚中出し4（5月12日、隼エージェンシー）
- こだわりの手コキ 4時間SP 4 40人のハンドメイド（5月12日、隼エージェンシー）他39名出演
- テカテカ光沢ふぇち（5月13日、アロマ企画）
- 痴女女子校生 4時間（5月18日、メディアステーション）
- 巨乳若妻中出し（5月19日、ミスター・インパクト）
- 生中出し団地妻（5月24日、タイガーマイスターズ）
- 凌辱、中出し、異常発育。（5月25日、メディアバンク）
- TAKARA GREATEST BOX（6月6日、タカラ映像）オムニバス作品
- 酔っちゃったんで泊めてください逆ナン（6月7日、Hunter）
- THE BEST OF LOVING LOOSE（6月15日、映天）
- 巨乳LOVE6 1445cm!総勢15人の巨乳ギャル（6月16日、隼エージェンシー）他14名出演
- 女子校生の花園 3（6月19日、スタイルアート）
- ロコはめ 6 沖縄で見つけたカワイイ子 えみ（6月22日、I.B.WORKS）
- マン毛まる出し!アナル全開! 3（7月5日、ジャネス）
- ハーレム学園プレミアム VOL.2（7月7日、プレミアム）
- キスマニア Vol.3（7月19日、ミスター・インパクト）
- しゃぶれ!痴女レンジャー!（7月20日、レアル・ワークス）
- 入部したら男は僕一人ぼっちだった…。体操部編（8月4日、アキノリ）
- 危ないダンス【女子校生編】（8月5日、ジャネス）
- ロコはめ メモリアル 浜辺で見つけたカワイイ子たち（8月10日、I.B.WORKS）
- 電マ激イキFUCKERS Vol.2（8月16日、マキシング）
- 「尻」女子校生 3（8月19日、スタイルアート）
- ビキニギャルしか見たくない! 4時間（9月7日、TMA）
- もしも…時間を自由自在に行ったり来たりできるタイムマシーンがあったら?（9月13日、カルマ）
- 会員制高級ソープ 二輪車限定 巨乳ギャル専門店（9月21日、GLAY'z）
- kira☆kira SPECIAL SEXYGALS★集団乱交（9月25日、kira☆kira）
- 黒タイツの女子校生 1（10月15日、ジャネス）
- 地方若妻ブルセラ面接（10月15日、アレックス）
- 春咲あずみと春名えみが奥さんになってあげる 美乳・巨乳スペシャル（10月19日、レアル・ワークス）
- もしも僕に彼女がいたら…。 夢の二股スペシャル 完全版（10月19日、おかず。（ケイ・エム・プロデュース））
- ギャルコレ!Neo 3（レンタルのみ）（10月19日、おかず。（ケイ・エム・プロデュース））
- ギャルはH大好き 春名えみ（10月21日、h.m.p）
- いとこの女子校生が突然同居人になった日（10月27日、V&Rプロダクツ）
- 巨乳痴女ピストン騎上位（11月16日、GLAY'z）
- 美脚!黒ストッキング 女子校生編 完全版（11月16日、メディアステーション）
- 酔狂伝 11（11月16日、クリスタル映像）
- ゲームに勝ったら50万 負けたら超ガンデブロン逆ナン（11月22日、Hunter）
- Sフェラギャル 7人のイケイケ痴女ギャルフェラヌキ攻撃（11月27日、デジタルアーク）
- 淫らなお姉さんは好きですか 23（11月30日、クリスタル映像）
- 尻伝説（12月14日、実録出版）
- マスク娘しか見たくない! 4時間（12月14日、TMA）
- S的調教M的願望 ボンテージレズビアン 1（12月15日、ジャネス）
- おげ×2 尻フェチ!1（12月15日、ジャネス）
- ギャルコレ!Neo 4時間 2（セルのみ）（12月17日、おかず。（ケイ・エム・プロデュース））
- スーパーレッグス 美脚レズ PART.1（12月19日、スタイルアート）
- 死ぬほどセックスしたい!（12月25日、デジタルアーク）

2008年
- 性的浴場 貸切ソープランド 2（1月5日、アキノリ）
- 女子校生レズビアン ベロ汁 2（2月5日、ジャネス）
- 東京美人妻エロス（2月6日、チーム川崎）
- ハーレム・オブ・アマゾネス（2月7日、プレミアム）
- セクキャバレズ 6匹のレズ牝 濡れ乱れ快楽痴態（2月13日、アロマ企画）
- 近親姉妹 1 強制レズビアン（2月19日、スタイルアート）
- リラクゼーションレズ性感エステ（2月21日、アキノリ）
- ハーレム・オブ・アマゾネス外伝 美しき淫女たちのレズと乱交の宴（3月7日、プレミアム）
- kira☆kira HIGHSCHOOL GALS Vol.2（3月25日、kira☆kira）
- オゲレズ!淫語ダンス!! 3（3月25日、ジャネス）
- HYPER DELICIOUS AWABI vol.3（4月5日、BabyEntertainment）
- レアル3周年記念作品 鬼イカセスペシャル 一泊二日のイカセ合宿（4月18日、レアル・ワークス）
- CLUB NAKED 3 【全裸ダンス】（4月25日、ジャネス）
- 強制陵辱生中出し4時間（5月1日、GLAY'z）
- kira☆kira ALLSTARS 極上BODY★巨乳乱交】（5月19日、kira☆kira）
- ボンテージ痴女 with レズビアンクィーン 1（6月5日、ジャネス）
- ヒップシェイクダンス 1（6月5日、ジャネス）
- ダンスマニアライブ VOL.1（6月15日、ジャネス）
- CHIJYOMO.ANAL.CAM Vol.05（7月9日、麒麟堂）
- 強制レイプマニアックス 15（7月18日、メディアバンク）
- kira☆kira女教師GALS 4時間SPECIAL（7月19日、kira☆kira）
- 巨乳中出し4時間! 2（7月19日、ミスター・インパクト）
- Bad Girl バーチャル痴女 02（7月20日、ホットエンターテイメント）
- 渋谷BLACK VS 横浜BLACK 超有名2大ギャルサーが関東最強の座を賭けて真剣バトル!!（8月7日、GARCON）
- 接吻汁レズ 5（8月15日、ジャネス）
- 痴虐レズビアンボンテージ 3（8月19日、スタイルアート）
- ボンテージ×恥辱×ふたなり（8月25日、ジャネス）
- CHARISMA☆MODEL特別編 -エロすぎるカラダ-（11月19日、kira☆kira）
- お姉さん2人に金○に溜まってるザー汁を手コキで搾り採られた（11月25日、ジャネス）
- CLUB NAKED 5 【全裸ダンス】（12月5日、ジャネス）

2009年
- 乱痴（1月20日、ホットエンターテイメント）

#### 総集編
2007年
- kira☆kira BEST2007 上半期総集編（10月25日、kira☆kira）
- ギャルコレ!Neo 4時間 2（セルのみ）（12月17日、おかず。（ケイ・エム・プロデュース））
- kira☆kira BEST CHARISMA☆MODEL☆COLLECTION Vol.1 総勢9名（12月25日、kira☆kira）他8名出演

2008年
- kira☆kira 1周年ギラギラSPECIAL 8時間総集編 総勢25名（2月19日、kira☆kira）他24名出演
- BURST巨乳SuperBest4時間（2月22日、GLAY'z）
- 106人のおっぱい鷲づかみ揉みまくり4時間（3月1日、NIRVANA）他105人出演
- お姉さん僕の乳首責めてください!4時間（3月1日、NIRVANA）